# Liste des vice-rois de Nouvelle-France
Cet article présente une liste des vice-rois de Nouvelle-France sous forme de tableau chronologique.
Jean-François de La Rocque de Roberval a été nommé en 1540 par François Ier son lieutenant et gouverneur pour ses terres au Canada. Un certain nombre d'auteurs cités dans sa bibliographie le nomme premier vice-roi du Canada.
| Nom                                            | Portrait | Début              | Fin                | Souverain  |
| ---------------------------------------------- | -------- | ------------------ | ------------------ | ---------- |
| Jean de Poutrincourt                           |          | 1605               | 1612               | Henri IV   |
| Charles de Bourbon, comte de Soissons          |          | 8 octobre 1612     | 1er novembre 1612  | Louis XIII |
| Henri de Bourbon, prince de Condé              |          | 20 novembre 1612   | 10 février 1620    | Louis XIII |
| Maréchal Pons de Lausière Thémines (suppléant) |          | 1er septembre 1616 | 20 octobre 1619    | Louis XIII |
| Henri II, duc de Montmorency                   |          | 10 février 1620    | 1624               | Louis XIII |
| Henri de Lévis, duc de Ventadour               |          | mars 1625          | juin 1627          | Louis XIII |
| Isaac de Razilly                               |          | 20 avril 1632      | 2 juillet 1636     | Louis XIII |
| François-Christophe duc de Damville            |          | novembre 1644      | 1660               | Louis XIV  |
| Isaac Pas, marquis de Feuquières               |          | 30 août 1660       | 5 octobre 1661     | Louis XIV  |
| Godefroi, comte d'Estrades                     |          | 1662               | 26 février 1686    | Louis XIV  |
| Jean II d'Estrées                              |          | 1er août 1687      | 19 mai 1707        | Louis XIV  |
| Victor Marie, comte d'Estrée                   |          | 19 mai 1707        | 1er septembre 1715 | Louis XIV  |
| Victor Marie, comte d'Estrée                   |          | 1er septembre 1715 | 27 décembre 1737   | Louis XV   |
| Louis Charles César Le Tellier, duc d'Estrée   |          | 27 décembre 1737   | 10 février 1763    | Louis XV   |